# Yeruham Scharovsky
Yeruham Scharovsky (en hebreo: ירוחם שרובסקי) es un director de orquesta argentino-israelí.

## Biografía
Inició su educación musical en la Argentina. Estudió flauta, contrabajo y composición con profesores del Conservatorio Nacional de Música de Buenos Aires y del Teatro Colón.En la década del 70 continuó sus estudios superiores de música en Israel, becado por la Academia de Música Rubín de Jerusalén, con el Maestro Mendi Rodan.
Desde su graduación en 1984, ha dirigido más de 50 orquestas en más de 20 países tales como Israel, Alemania, Finlandia, Italia, Suecia, Francia, España, Rusia, Letonia, Polonia, Corea, Hungría, Macedonia, Estados Unidos, Canadá, Argentina, Brasil, México, Chile, Colombia y República Dominicana.
En 1985 dirigió por primera vez la Orquesta Sinfónica de Jerusalén.
En 1990 fue elegido por Zubin Mehta para recibir el premio al “Joven Artista del Año”, y dirigió el concierto de Gala de la Orquesta Filarmónica de Israel.
En 1991 fue el primer director de orquesta israelí invitado a dirigir la Orquesta Filarmónica de Moscú y la Filarmónica de Kírov en San Petersburgo, realizando también una gira de conciertos por la Unión Soviética.
En 1994 fue elegido a dirigir el concierto de abertura del Centro de Artes de Tel Aviv (La nueva Ópera de Israel) y una de sus primeras producciones, Nabucco contando con la participación de solistas de la Scala de Milano como la soprano Ghena Dimitrova, el barítono Leo Nucci y el bajo Pahta Burdyaltaze.
1995-1998: Dirigió diversas producciones de ballet, en Helsinki, junto a la Ópera Nacional de Finlandia (con trabajos del coreógrafo israelí Ohad Naharin), con obras de Prokofiev, Tchaikovsky, Minkus y Adam.
1998-2004: Fue director artístico y maestro titular de la Orquesta Sinfónica Brasileña de Río de Janeiro. Realizó numerosas grabaciones y giras con dicha orquesta. Dirigió la apertura del festival Rock in Río edición 2001, los conciertos del Quingentésimo Aniversario de Brasil, en el Central Park y en el Lincoln Center de Nueva York, USA. Fundó la Orquesta Sinfónica Brasileña Joven y organizó el Concurso Nuevos Talentos Brasileros Nelson Freire. 
2001: En el marco de una gira con la Orquesta Sinfónica de Jerusalén por Múnich, compartió el podio con el Maestro Lorin Maazel y la Orquesta Sinfónica de la Radio de Baviera. Ambas orquestas realizaron en forma conjunta un concierto conmemorativo de los Tres Mil (3000) años de la ciudad de Jerusalén en el Alter Hall de Múnich. 
2002: Fue invitado por el Maestro Lorin Maazel a formar parte del Jurado del Concurso Internacional de Dirección Orquestal Maazel-Vilar.
Fue nombrado “Ciudadano Honorario de Río de Janeiro”.

## Giras internacionales de conciertos
| Año  | Al frente de la Orquesta | Gira por      |
| ---- | ------------------------ | ------------- |
| 1992 | Raanana Symphonette      | París         |
| 1993 | Raanana Symphonette      | Eritrea       |
| 1994 | Raanana Symphonette      | Alemania      |
| 1998 | Sinfónica de Jerusalén   | Sudamérica    |
| 2001 | Sinfónica de Jerusalén   | Múnich        |
| 2001 | Sinfónica Brasileira     | USA,New York  |
| 2008 | Sinfónica de Colombia    | Israel        |
| 2010 | Sinfónica de Jerusalén   | Sudamérica    |
| 2010 | Sinfónica de Aviñón      | Corea del Sur |
| 2018 | Sinfónica de Jerusalén   | Sudamérica    |
| 2018 | Sinfónica de Israel      | México        |
| 2019 | Filarmónica de Macedonia | China         |
| 2019 | Filarmónica de Macedonia | Israel        |

## Actividad docente
Paralelamente a su carrera de director de orquesta, desde 1990 el Maestro Yeruham Scharovsky se dedica a la docencia musical. 
Ha dictado clases magistrales de dirección de orquesta en:
- Conservatorio de Kfar Saba, Israel
- Universidad Federal UNIRIO de Río de Janeiro, Brasil
- Universidad Javeriana, Colombia
- Universidad Andina, Bogotá, Colombia
- Conservatorio de Lübeck, Alemania
- “Art Academy di Roma”, Italia
- Conservatorio de Badajoz, España

| Fechas     | Director de                         |
| ---------- | ----------------------------------- |
| 1985-1990  | Conservatorio Mate Asher            |
| 1990-2011  | Centro de Música y Ballet Kfar Saba |
| Desde 2011 | Nuevo Conservatorio Hod Ha-Sharon   |